# Grodan Kermit

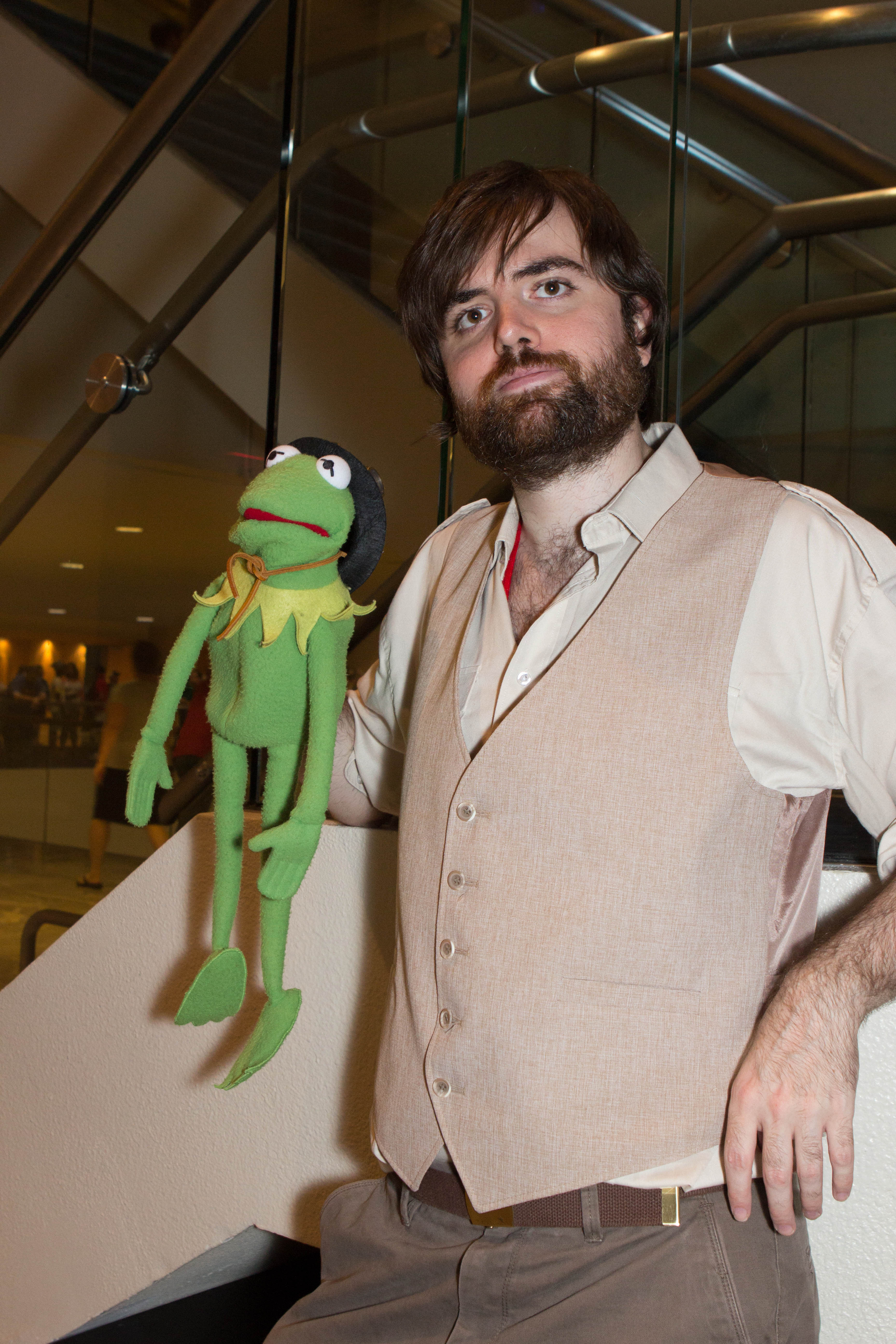
Grodan Kermit till vänster.

Grodan Kermit är en central figur i TV-programmen Mupparna och Sesam. Han skapades av Jim Henson 1955 och Henson gjorde även Kermits röst fram till sin död 1990. Efter Hensons bortgång tog Steve Whitmire över.